# Robert Schröder (Schiedsrichter)
Robert Schröder (* 14. September 1985 in Hannover) ist ein deutscher Fußballschiedsrichter. 

## Werdegang
Schröder wurde in Hannover geboren und besuchte die IGS List und die IGS Roderbruch Hannover, auf der er sein Abitur machte. Er absolvierte eine Ausbildung zum Sportfachwirt, aktuell ist er bei der DFB GmbH am Standort Hannover im technischen Support tätig.
Er pfeift für die SG Blaues Wunder Hannover im Niedersächsischen Fußballverband. Seit 2013 ist Schröder als DFB-Schiedsrichter tätig. Seinen ersten Einsatz im Profibereich hatte er in der Saison 2013/14 in der 3. Fußball-Liga, die erste Begegnung, die in dieser Spielklasse unter seiner Leitung stand, war am 17. August 2013 die Partie des SSV Jahn Regensburg gegen den Chemnitzer FC. Seit der Saison 2015/16 kommt er in der 2. Fußball-Bundesliga zum Einsatz, sein Debüt gab er am 14. August 2015 bei der Partie SC Paderborn 07 gegen den SV Sandhausen. In der Saison 2015/16 kam er auch erstmals im DFB-Pokal zum Einsatz. Er pfiff die Begegnung FC Erzgebirge Aue gegen die SpVgg Greuther Fürth in der 1. Hauptrunde am 8. August 2015.
Am 29. Mai 2018 gab der DFB bekannt, dass Schröder ab der Saison 2018/19, ebenso wie Daniel Schlager, als Schiedsrichter auch Spiele in der Fußball-Bundesliga leiten wird. Sein Debüt in der Bundesliga gab Schröder am 26. September 2018 beim 2:0-Sieg von RB Leipzig gegen den VfB Stuttgart.
Den DFL-Supercup leitete er 2022. Es traten RB Leipzig gegen FC Bayern München an.
An der Konzeptionierung und Erarbeitung des neuen Schiedsrichter-Beobachtungsbogens, der seit der Saison 2022/23 bundesweit zum Einsatz kommt, war Schröder als Mitglied der zuständigen DFB-Arbeitsgruppe beteiligt.
Seit dem Jahr 2023 steht Schröder auf der FIFA-Liste und darf auch internationale Partien leiten.